# Sarnerbund
Der Sarnerbund war ein Bund der konservativen Schweizer Kantone Uri,  Schwyz (ohne Ausserschwyz), Obwalden, Nidwalden, Neuenburg und Basel-Stadt, mit dem die Regenerationsbestrebungen der Liberalen bekämpft werden sollten. 
Der Sarnerbund wurde nach geheimen Verhandlungen am 15. November 1832 gegründet. Er ist als Gegenbündnis zum liberalen Siebnerkonkordat zu sehen, das im März desselben Jahres gegründet worden war. Seine Mitglieder setzten sich vorerst insbesondere dafür ein, dass der Kanton Basel nicht in zwei Halbkantone aufgeteilt und dass die Teilung des Kantons Schwyz rückgängig gemacht werde. 
Als Protest auf die Einladung des Halbkantons Basel-Landschaft in die Tagsatzung führten die Kantone des Sarnerbundes zweimal eine Gegentagsatzung durch. Der Versuch, die neuentstandenen Kantonshauptstädte in Basel-Landschaft und Ausserschwyz zu besetzen, führte zu einer militärischen Intervention der Tagsatzung. Der Sarnerbund wurde am 12. August 1833 durch die liberale Mehrheit der Tagsatzung aufgelöst, da er nicht mit dem Bundesvertrag vereinbar sei. 
Im Jahr 1845 gründeten wiederum katholisch-konservative Kantone den Sonderbund, der 1847 zu einem kurzen Bürgerkrieg führte, den der Sonderbund verlor.